# フォルティウス
フォルティウスは、日本の女子カーリングチーム。2011年4月から2021年11月末までは北海道銀行がメインスポンサーを務め、北海道銀行フォルティウスの名称で活動した。札幌カーリング協会所属。2014年ソチオリンピック日本代表。

## 概要
2002年ソルトレークシティオリンピック及び2006年トリノオリンピックに出場した小野寺歩（現：小笠原）と林弓枝（現：船山）の二名がトリノオリンピックの後、結婚及び出産・育児などのために競技を退いていたが、2014年ソチオリンピックを目指すべく現役選手として競技に復帰することを決意し、2010年11月に2人の郷里・北見市常呂町の13歳年後輩の吉田知那美を加えた3名で『フォルティウス』を新たに結成、北海道銀行がスポンサーとなった。
2011年4月、吉田と北見市立常呂中学校の同級生の小野寺佳歩が加入し、スポンサー名を冠したチーム名『北海道銀行フォルティウス』として本格的活動を開始。
2021年11月30日をもって北海道銀行のスポンサー契約が終了したため、12月より『フォルティウス』として活動を継続している。北海道銀行は新たに北海道銀行女子カーリング部を設立した。
『フォルティウス（FORTIUS）』は、ラテン語で「より強く」を意味する。小笠原と船山が中心となって結成し、トリノオリンピック日本代表の母体であった『チーム青森』の結成時の名称でもある。

## 歴史
- 2010年10月 - 小笠原歩、船山弓枝、吉田知那美の3名で『フォルティウス』を結成し、活動開始[1]。
- 2011年4月 - 上記3名に小野寺佳歩を加えた4名で『北海道銀行フォルティウス』として本格的活動開始[1]。コーチは小笠原の依頼によりフジ・ロイ・ミキが務める[8]。
- 2011年9月 - 5人目のメンバーとして元チーム岩手の苫米地美智子が加入[9]。
- 2013年2月 - 日本カーリング選手権の予選を6勝1敗の1位で突破し、4位までに与えられるソチオリンピック世界最終予選日本代表決定戦の出場権を獲得。その後、プレーオフも勝ち抜いて決勝で中部電力と対戦したが4-9で敗れて準優勝。
- 2013年9月 - ソチオリンピック世界最終予選日本代表決定戦に出場し、予選リーグを4勝2敗の1位で突破して決定戦に進出。決定戦（4勝先勝方式）では予選2位の中部電力を4勝2敗で降してソチ五輪最終予選の代表権と、同年行われるパシフィックアジア選手権出場権を獲得した。
- 2013年11月 - 中国の上海で開催されたパシフィックアジアカーリング選手権に出場し、3位決定戦でニュージーランドを破って3位となる。
- 2013年12月 - ドイツのフュッセンで開催されたソチオリンピック世界最終予選に出場。1次リーグを5勝1敗の2位で通過して最終日（12月15日）のプレーオフに進出。オリンピック出場権を賭けたプレーオフ第1戦では予選リーグ1位の中国に6-7で惜敗したが、第2戦で予選リーグ3位のノルウェーと対戦し、10-4で勝利を収めて、日本女子としては1998年長野オリンピックから続く5大会連続のオリンピック出場権を獲得した[10][11]。
- 2014年2月 - ソチオリンピックでは一次リーグ2勝4敗と追い込まれた状態からスイス、中国に連勝し、最終のスウェーデン戦でタイブレーク進出をかけたが敗れ、4勝5敗で一次リーグ敗退。順位はオリンピックの日本女子勢では過去最高タイの5位入賞。
- 2014年3月 - チームの新体制を発表。苫米地、吉田がチームを離脱し、同時に吉村紗也香、近江谷杏菜が新戦力として加入した。
- 2015年2月 - 日本カーリング選手権の決勝でLS北見を下して初優勝し、3月の世界女子カーリング選手権の日本代表として出場を果たした。船山が第二子出産準備でチームを離れるため、ヒト・コミュニケーションズ red WINSに所属する井田莉菜が代役として今大会限定で加入した。
- 2017年2月 - 第34回日本カーリング選手権で4位に終わり、2018年平昌オリンピックの出場を逃した[12]。
- 2018年6月 - 小笠原歩が退団。
- 2019年10月 - マスターズに出場し、アジアの女子カーリングチームで初めて決勝に進出[13]。決勝でカナダチームに敗れたが、日本勢初の準優勝[14]。
- 2020年2月 - 2019年12月に実施したトライアウトの結果、4月より新戦力として伊藤彩未が加入することを発表[15]。
- 2021年2月 - 日本カーリング選手権の決勝戦でロコ・ソラーレを下して6年ぶり2度目の優勝。
- 2021年4月 - 田畑百葉が加入[16][17]。
- 2021年9月 - 北京オリンピック世界最終予選日本代表決定戦でロコ・ソラーレに2勝3敗で敗れる。
- 2021年11月 - パシフィックアジア選手権で初優勝。
- 2021年12月 - 北海道銀行のスポンサー契約終了によりチーム名『フォルティウス』となる。船山、小野寺、近江谷、吉村の4名はフォルティウスで活動を継続し、伊藤と田畑の2名は、北海道銀行が新設したカーリング部に移籍した[1][18]。小林未奈の加入を発表[19][20]。
- 2022世界男子／女子カーリング選手権およびその最終予選の日本代表選考強化合宿には「Team Yoshimura」として出場した[21]。
- 2022年9月 - 元チーム富士急の小谷優奈が加入[22]。
- 2025年2月 - 日本カーリング選手権の決勝戦で北海道銀行を下して4年ぶり3度目の優勝。

## 所属選手
- 船山弓枝 （サード→リザーブ→リード、コーチ[23]）
- 小野寺佳歩 （元JJ常呂、セカンド→サード）
- 近江谷杏菜 （2014年6月から、リード→セカンド）
- 吉村紗也香 （2014年4月から、サード→スキップ）
- 小林未奈 （2021年12月から）
- 小谷優奈 （2022年9月から）

### 過去の所属選手
- 小笠原歩 （2011年4月から2018年6月、スキップ）
- 吉田知那美 （2011年4月から2014年2月、リザーブ）
- 苫米地美智子 （2011年9月から2014年2月、リード）
- 伊藤彩未 （2020年4月から2021年11月、リザーブ）
- 田畑百葉 （2021年4月から2021年11月、リザーブ）

| 結成当初 | 小笠原歩 | 船山弓枝 | 小野寺佳歩 | 吉田知那美 |              |          |
| 2011–12  | 小笠原歩 | 船山弓枝 | 小野寺佳歩 | 吉田知那美 | 苫米地美智子 |          |
| 2012–13  | 小笠原歩 | 船山弓枝 | 小野寺佳歩 | 吉田知那美 | 苫米地美智子 |          |
| 2013–14  | 小笠原歩 | 船山弓枝 | 小野寺佳歩 | 吉田知那美 | 苫米地美智子 |          |
| 2014–15  | 小笠原歩 | 船山弓枝 | 小野寺佳歩 | 吉村紗也香 | 近江谷杏菜   |          |
| 2015–16  | 小笠原歩 | 船山弓枝 | 小野寺佳歩 | 吉村紗也香 | 近江谷杏菜   |          |
| 2016–17  | 小笠原歩 | 船山弓枝 | 小野寺佳歩 | 吉村紗也香 | 近江谷杏菜   |          |
| 2017–18  | 小笠原歩 | 船山弓枝 | 小野寺佳歩 | 吉村紗也香 | 近江谷杏菜   |          |
| 2018–19  |          | 船山弓枝 | 小野寺佳歩 | 吉村紗也香 | 近江谷杏菜   |          |
| 2019–20  |          | 船山弓枝 | 小野寺佳歩 | 吉村紗也香 | 近江谷杏菜   |          |
| 2020–21  | 伊藤彩未 | 船山弓枝 | 小野寺佳歩 | 吉村紗也香 | 近江谷杏菜   |          |
| 2021–22  | 伊藤彩未 | 船山弓枝 | 小野寺佳歩 | 吉村紗也香 | 近江谷杏菜   | 田畑百葉 |
| 2021–22  | 小林未奈 | 船山弓枝 | 小野寺佳歩 | 吉村紗也香 | 近江谷杏菜   |          |
| 2022–23  | 小谷優奈 | 船山弓枝 | 小野寺佳歩 | 吉村紗也香 | 近江谷杏菜   |          |
| 2023–24  | 小谷優奈 | 船山弓枝 | 小野寺佳歩 | 吉村紗也香 | 近江谷杏菜   |          |

### チーム編成
| シーズン | フォース   | サード     | セカンド   | リード       | リザーブ     | 国際大会                   |
| -------- | ---------- | ---------- | ---------- | ------------ | ------------ | -------------------------- |
| 2011-12  | 小笠原歩   | 船山弓枝   | 小野寺佳歩 | 苫米地美智子 | 吉田知那美   |                            |
| 2012-13  | 小笠原歩   | 船山弓枝   | 小野寺佳歩 | 吉田知那美   | 苫米地美智子 |                            |
| 2013-14  | 小笠原歩   | 船山弓枝   | 小野寺佳歩 | 苫米地美智子 | 吉田知那美   | PACC 2013 OQE 2013 OG 2014 |
| 2014-15  | 小笠原歩   | 吉村紗也香 | 小野寺佳歩 | 船山弓枝     | 近江谷杏菜   | PACC 2014                  |
| 2014-15  | 小笠原歩   | 吉村紗也香 | 小野寺佳歩 | 近江谷杏菜   | 井田莉菜     | WWCC 2015                  |
| 2015-16  | 小笠原歩   | 吉村紗也香 | 小野寺佳歩 | 近江谷杏菜   | 船山弓枝     |                            |
| 2016-17  | 小笠原歩   | 船山弓枝   | 吉村紗也香 | 近江谷杏菜   | 小野寺佳歩   |                            |
| 2017-18  | 小笠原歩   | 小野寺佳歩 | 船山弓枝   | 近江谷杏菜   | 吉村紗也香   |                            |
| 2018-19  | 吉村紗也香 | 小野寺佳歩 | 近江谷杏菜 | 船山弓枝     |              |                            |
| 2019-20  | 吉村紗也香 | 小野寺佳歩 | 近江谷杏菜 | 船山弓枝     |              |                            |
| 2020-21  | 吉村紗也香 | 小野寺佳歩 | 近江谷杏菜 | 船山弓枝     | 伊藤彩未     | WWCC 2021                  |
| 2021-22  | 吉村紗也香 | 小野寺佳歩 | 近江谷杏菜 | 船山弓枝     | 田畑百葉     | JOCT 2021                  |
| 2021-22  | 吉村紗也香 | 小野寺佳歩 | 近江谷杏菜 | 船山弓枝     | PACC 2021    |                            |
| 2021-22  | 吉村紗也香 | 小野寺佳歩 | 近江谷杏菜 | 船山弓枝     | 小林未奈     |                            |
| 2022-23  | 吉村紗也香 | 小野寺佳歩 | 近江谷杏菜 | 小林未奈     | 船山弓枝     | HBCC 2022                  |
| 2023-24  | 小谷優奈   | 小野寺佳歩 | 近江谷杏菜 | 小林未奈     | 船山弓枝     | JCC 2024                   |
| 2024-25  | 吉村紗也香 | 小谷優奈   | 小野寺佳歩 | 近江谷杏菜   | 小林未奈     |                            |

- スキップは太字で表示

## 主な戦歴
| 大会 / シーズン          | 大会 / シーズン          | 2011–12 | 2012–13 | 2013–14 | 2014–15 | 2015-16 | 2016–17 | 2017–18 | 2018–19 | 2019–20 | 2020–21 | 2021–22 | 2022–23 | 2023–24 | 2024–25 |
| ------------------------ | ------------------------ | ------- | ------- | ------- | ------- | ------- | ------- | ------- | ------- | ------- | ------- | ------- | ------- | ------- | ------- |
| 冬季オリンピック         | 冬季オリンピック         |         |         | 5       |         |         |         |         |         |         |         |         |         |         |         |
| 世界選手権               | 世界選手権               |         |         |         | 6       |         |         |         |         |         | 11      |         |         |         |         |
| パシフィックアジア選手権 | パシフィックアジア選手権 |         |         | 3       | 3       |         |         |         |         |         |         | 1       |         |         |         |
| 日本選手権               | 日本選手権               | 4       | 2       | 2       | 1       | 3       | 4       | 2       | 3       | 3       | 1       | 4       |         | 5       | 1       |
| 北海道選手権             | 北海道選手権             | 1       | 3       |         |         |         | 1       | 1       | 1       |         | 1       |         |         |         |         |

### パシフィックアジア選手権
- 2013年上海（ 中国） -  3位
- 2014年軽井沢（ 日本） -  3位
- 2021年アルマトイ（ カザフスタン） -  優勝

### 日本選手権
- 第30回（2012-13シーズン） - 準優勝
- 第31回（2013-14シーズン） - 準優勝
- 第32回（2014-15シーズン） - 優勝
- 第33回（2015-16シーズン） - 3位
- 第35回（2017-18シーズン） - 準優勝
- 第36回（2018-19シーズン） - 3位
- 第37回（2019-20シーズン） - 3位
- 第38回（2020-21シーズン） - 優勝
- 第39回（2021-22シーズン） - 4位
- 第41回（2023-24シーズン） - 5位
- 第42回（2024-25シーズン） - 優勝

### ワールドカーリングツアー

#### グランドスラム
ワールドカーリングツアーにおける最高峰の大会シリーズであるグランドスラムの成績。
| 略語の説明 | 略語の説明         |
| ---------- | ------------------ |
| C          | 優勝               |
| F          | 準優勝             |
| SF         | ベスト4            |
| QF         | ベスト6・ベスト8   |
| R16        | ベスト16           |
| Q          | 予選敗退           |
| T2         | ティア2（2部）出場 |
| DNP        | 大会不参加         |
| N/A        | 開催せず           |

| 大会 / シーズン        | 2015-16 | 2016–17 | 2017–18 | 2018–19 | 2019–20 | 2020–21 | 2021–22 | 2022–23 | 2023–24 | 2024–25 | 通算成績 |
| ---------------------- | ------- | ------- | ------- | ------- | ------- | ------- | ------- | ------- | ------- | ------- | -------- |
| ツアーチャレンジ       | DNP     | Q       | DNP     | T2      | Q       | N/A     | N/A     | DNP     | T2      | T2      | 3-6      |
| カナディアン・オープン | DNP     | DNP     | DNP     | DNP     | Q       | N/A     | N/A     | DNP     | DNP     | Q       | 3-6      |
| ナショナル             | DNP     | DNP     | DNP     | Q       | Q       | N/A     | DNP     | DNP     | DNP     | QF      | 4-10     |
| マスターズ             | DNP     | DNP     | DNP     | DNP     | F       | N/A     | Q       | DNP     | DNP     |         | 5-5      |
| プレーヤーズ           | DNP     | DNP     | DNP     | Q       | N/A     | DNP     | DNP     | DNP     | DNP     |         | 1-4      |
| チャンピオンズカップ   | QF      | DNP     | DNP     | DNP     | N/A     | DNP     | DNP     | DNP     | N/A     | N/A     | 4-1      |
| 勝–負                  | 4-1     | 2-3     | 0-0     | 2-7     | 7-12    | 0-0     | 0-3     | 0-0     | 0-0     | 5-6     | 20-32    |

- 2019年マスターズ（2019-20シーズン） - 準優勝

#### 旧グランドスラム
| 大会 / シーズン    | 2011–12 | 2012–13 | 2013–14 | 2014–15 |
| ------------------ | ------- | ------- | ------- | ------- |
| オータムゴールド   | DNP     | DNP     | DNP     | Q       |
| コロニアルスクエア | Q       | DNP     | DNP     | DNP     |

### その他
コンチネンタルカップ
- 2016年（2015-16シーズン） - 世界選抜

北海道カーリング選手権
- 第31回（2011-12シーズン） - 優勝
- 第36回（2016-17シーズン） - 優勝
- 第37回（2017-18シーズン） - 優勝
- 第38回（2018-19シーズン） - 優勝
- 第40回（2020-21シーズン） - 優勝